# Bärenklau
Bärenklau (Heracleum), auch Bärentatze genannt, ist eine Pflanzengattung in der Familie der Doldenblütler (Apiaceae). Die Bezeichnung Bärenklau (von mittelhochdeutsch klā: ‚Klaue‘) ist im Deutschen als Maskulinum und (mit Bezug zur Bärenklaue, von mittelhochdeutsch klāwe) als Femininum in Gebrauch.
Diese Gattung sollte nicht mit der Gattung Akanthus (Acanthus) verwechselt werden, die ebenfalls „Bärenklau“ (und wie Heracleum-Arten lateinisch branca ursina) genannt wird.

## Beschreibung

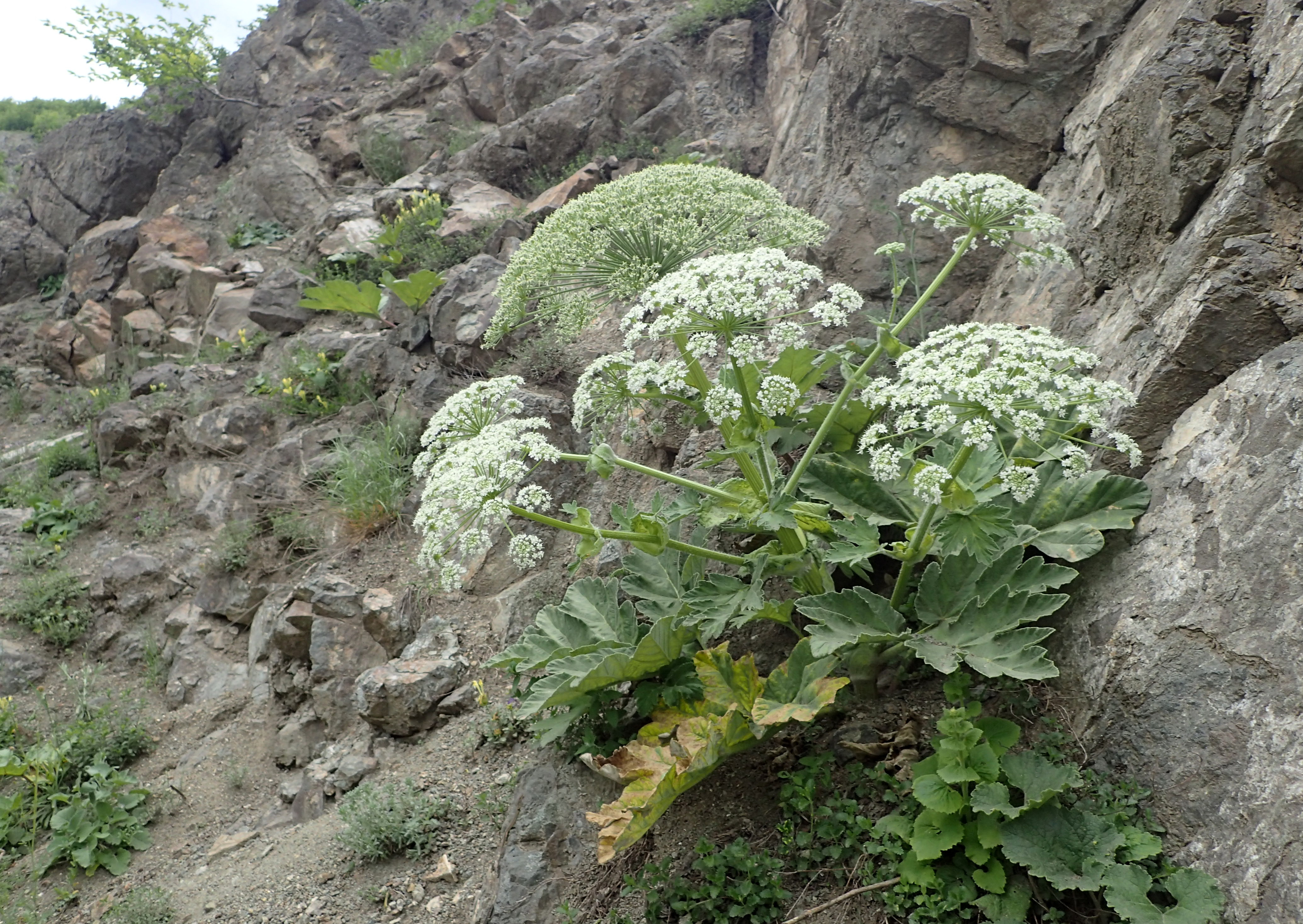
Heracleum antasiaticum

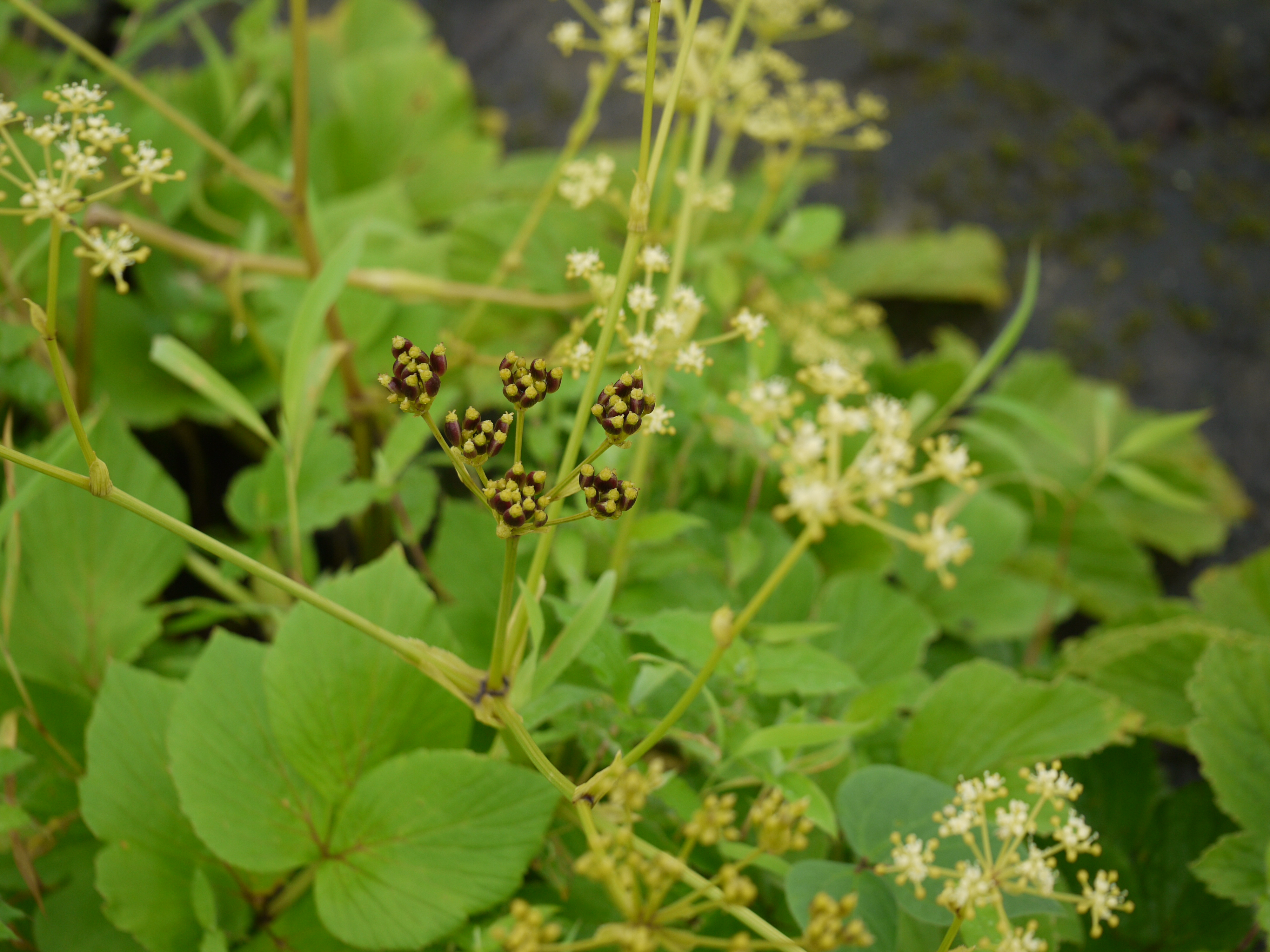
Heracleum grande

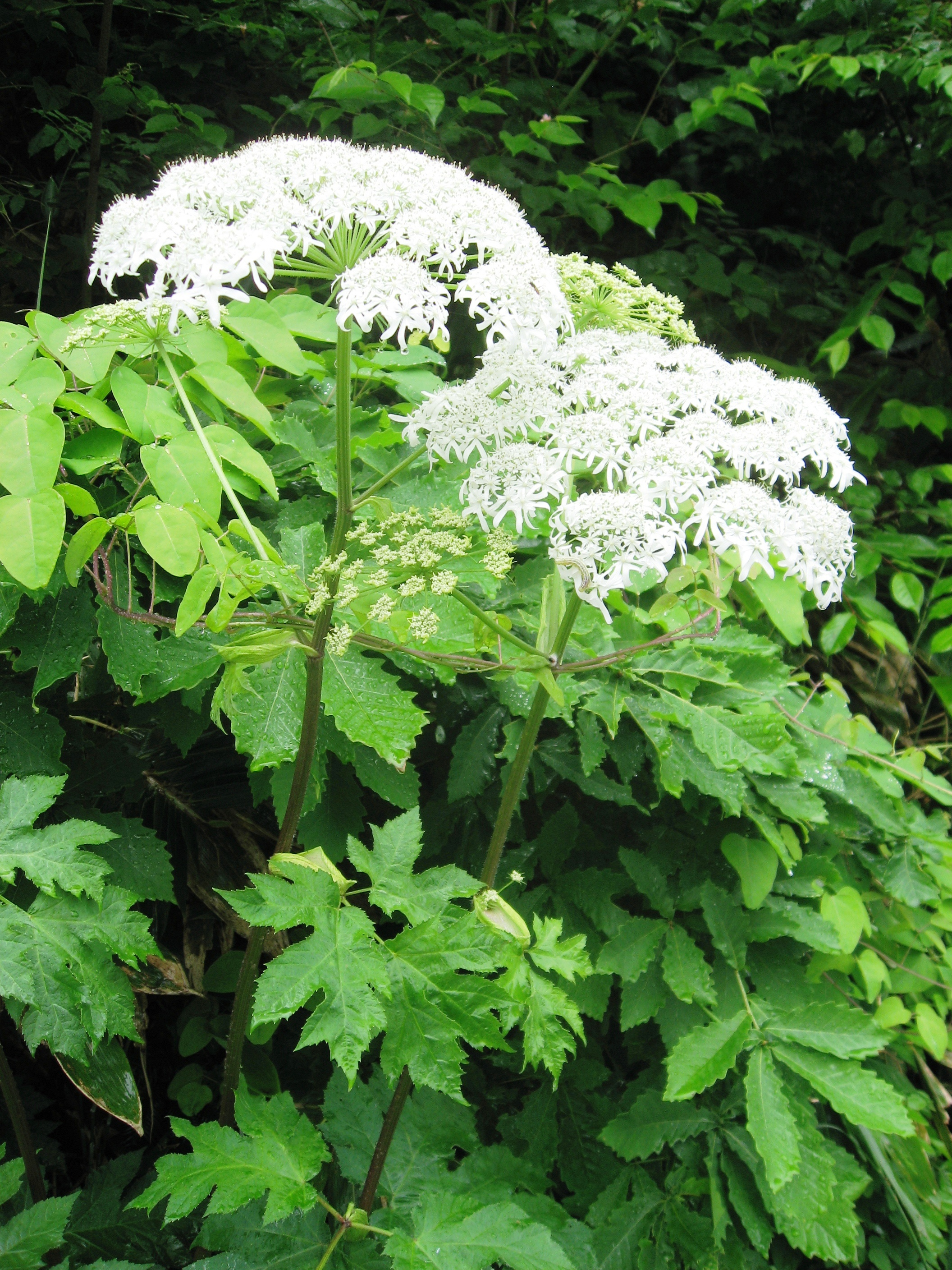
Habitus, Laubblätter und Blütenstand von Heracleum lanatum

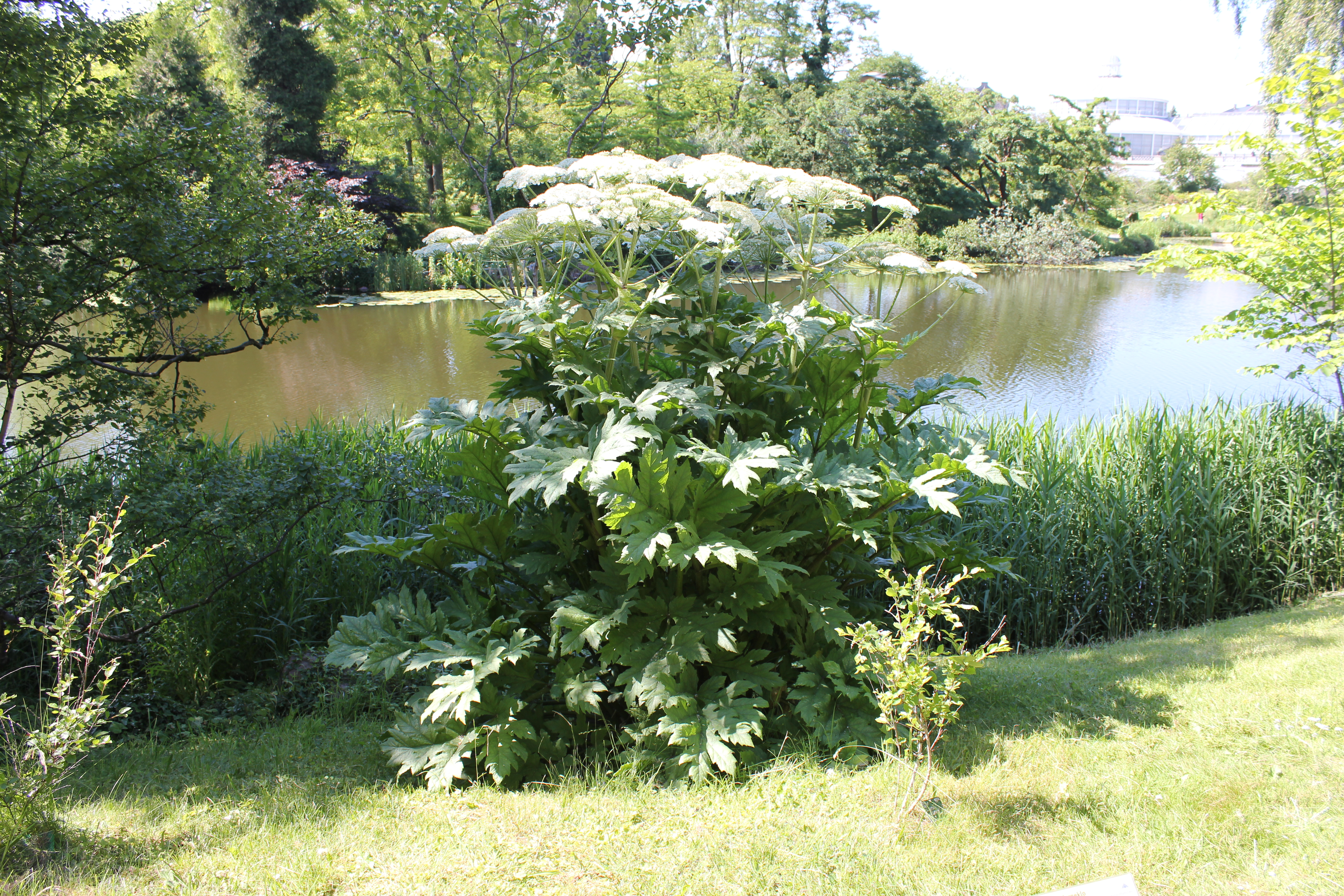
Heracleum lehmannianum

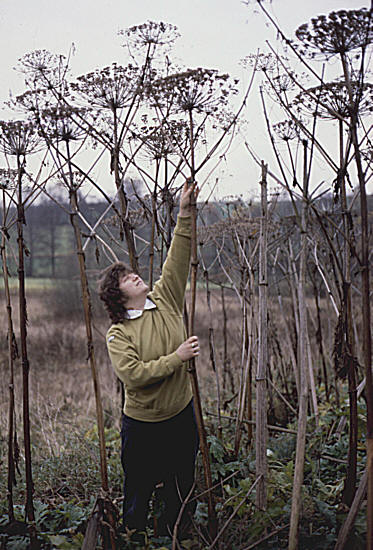
Riesen-Bärenklau (Heracleum mantegazzianum) im Spätherbst

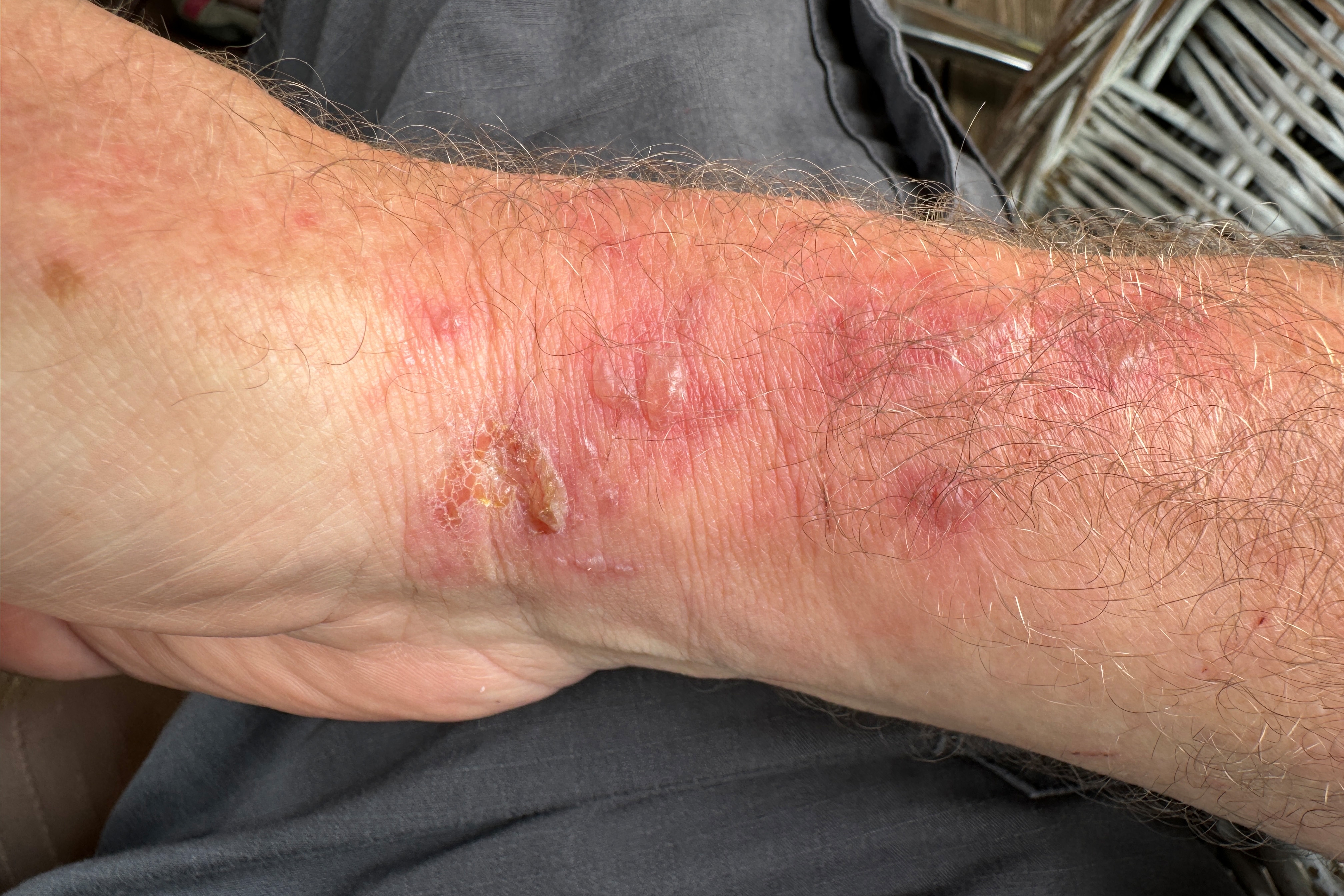
Verbrennungen mit Blasenbildung im Bereich des rechten Handgelenks, drei Tage nach dem Kontakt mit Bärenklau

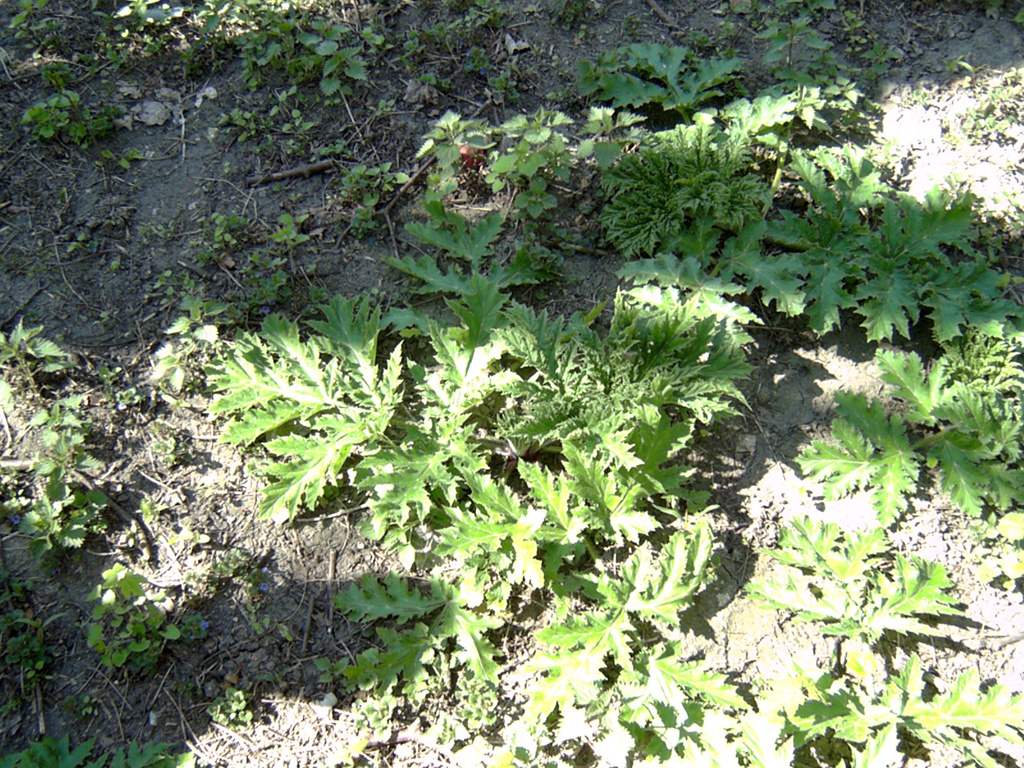
Junger Riesen-Bärenklau (Heracleum mantegazzianum) Mitte April

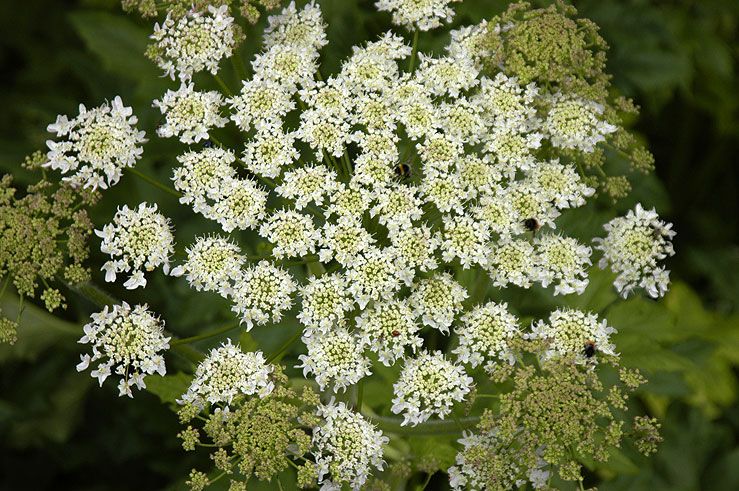
Blütenstand von Heracleum persicum

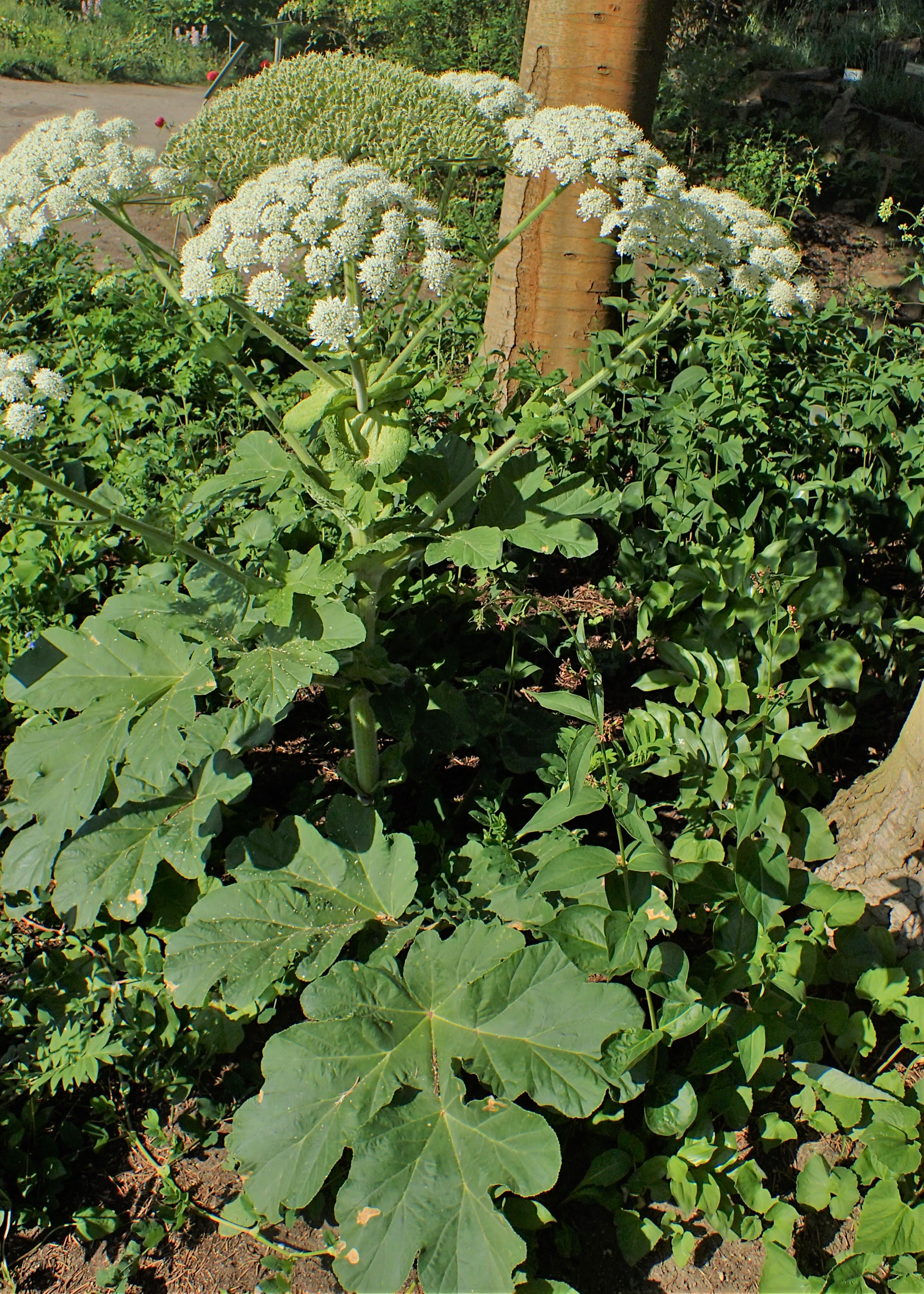
Heracleum platytaenium

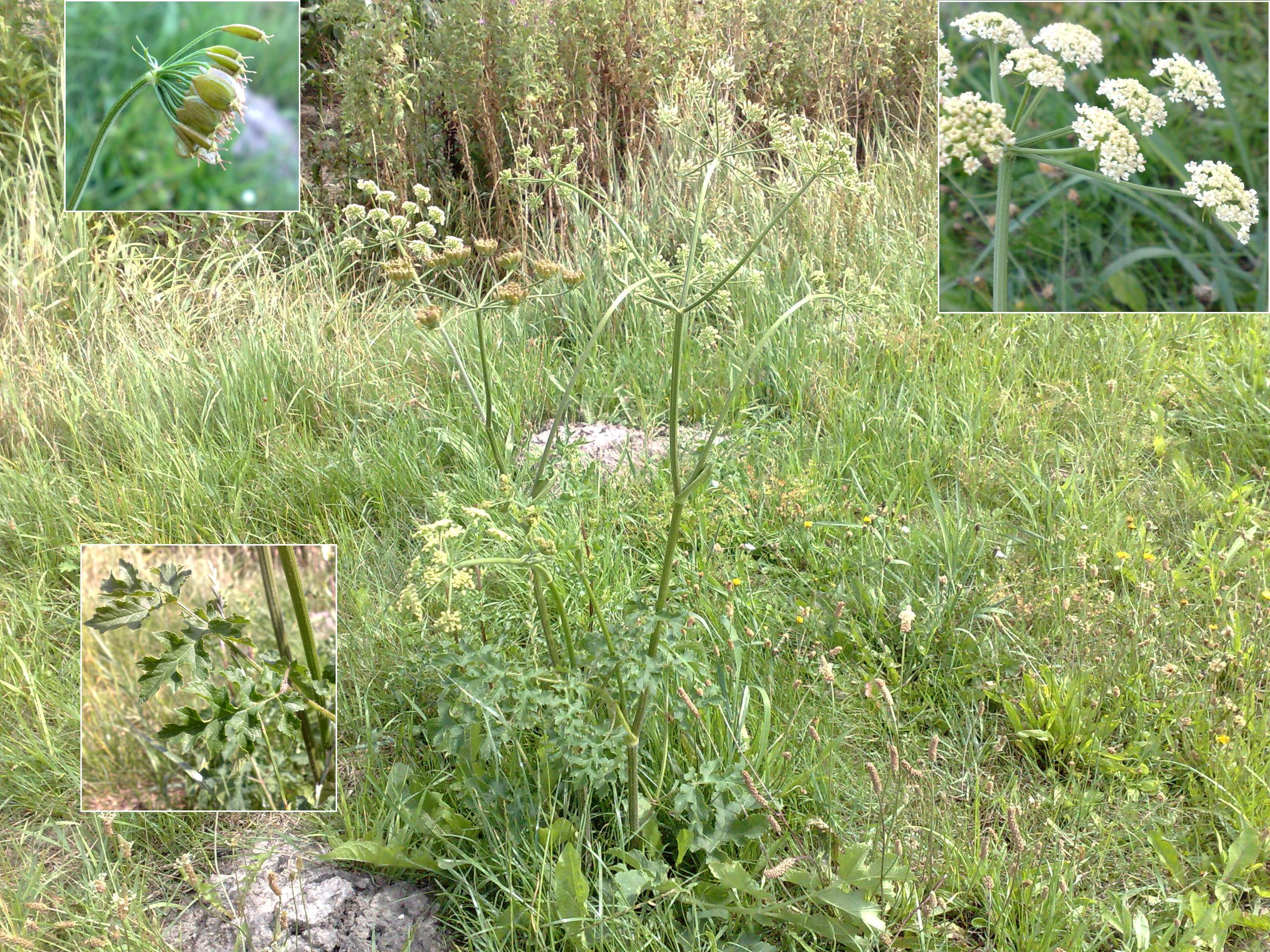
Wiesen-Bärenklau (Heracleum sphondylium)

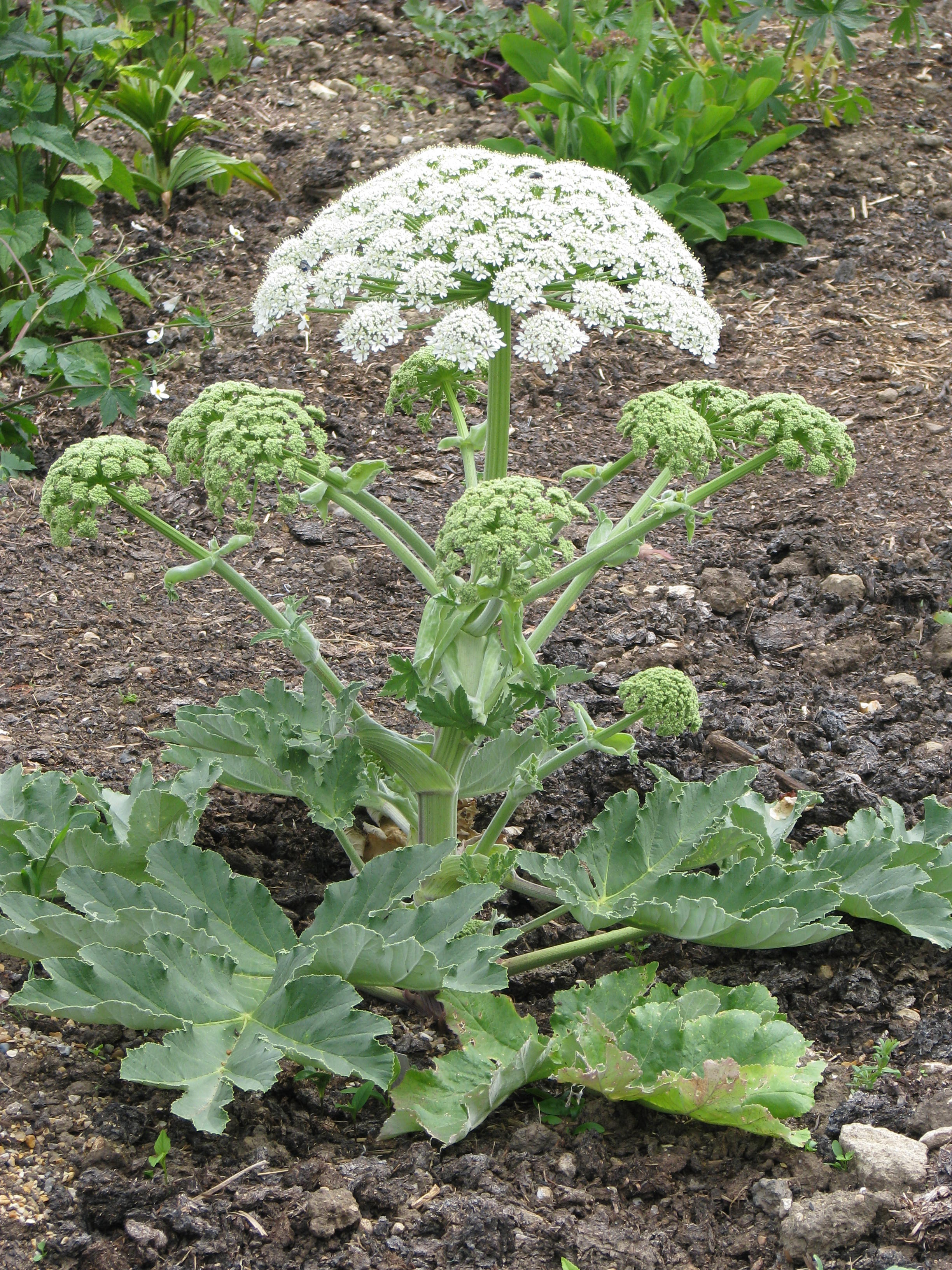
Heracleum stevenii

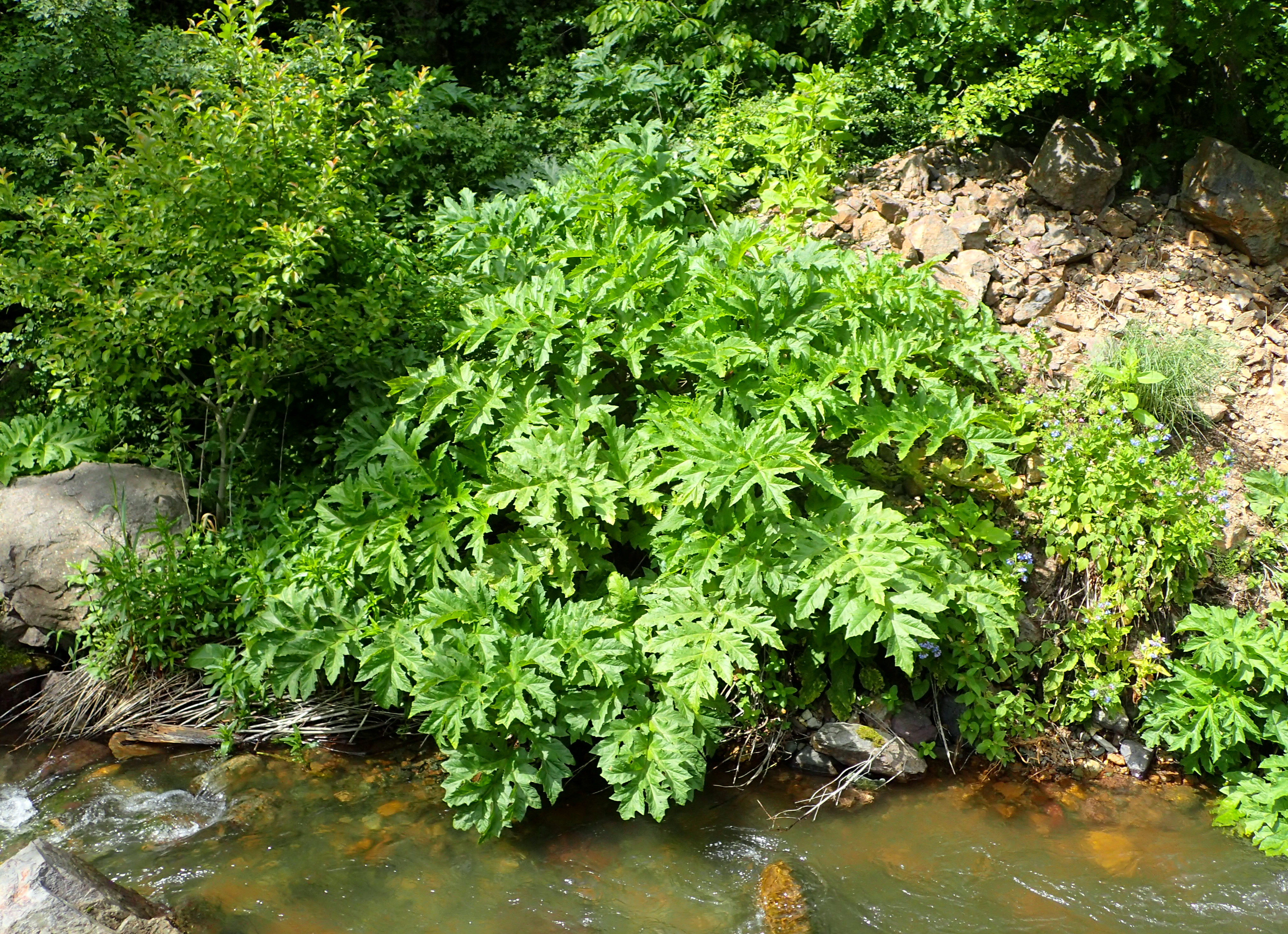
Heracleum trachyloma

Die Bärenklauarten sind meist ausdauernde, selten ein- oder zweijährige krautige Pflanzen. Ihre Stängel sind knotig, hohl, meist gerippt und oft verzweigt. Die wechselständigen Laubblätter sind groß, breitlappig und ein- bis dreifiederig. Die unteren Blätter sind gestielt.
Die zusammengesetzten Blütenstände sind zusammengesetzte Dolden: Dolden, die aus Döldchen aufgebaut sind. Hüllen fehlen meist oder fallen früh ab. Die Blüten sind meist zwittrig, die äußeren Blüten der Döldchen sind oft rein männlich. Sie haben winzige Kelchzähne. Die Kronblätter (Petalen) sind weiß bis rosa, ungleich groß und oft an der Basis umgebogen. Die Blütezeit reicht von Juli bis September. Die Bestäubung erfolgt durch Insekten.
Der Aufbau der Blüte wird mit folgender Blütenformel beschrieben: {\displaystyle \star K_{5}\;\;C_{5}\;A_{5}\;G_{\overline {(2)}}}
Die Früchte sind stark zusammengedrückt.
Alle Pflanzenteile, insbesondere der Saft, sind giftig. Speziell unter Sonnenlichteinwirkung löst der Saft eine phototoxische Reaktion aus. Diese phototoxischen Reaktionen sind beim Riesen-Bärenklau (Heracleum mantegazzianum) besonders ausgeprägt.

## Systematik und Verbreitung
Die Gattung Heracleum wurde durch Carl von Linné aufgestellt. Der botanische Gattungsname Heracleum bezieht sich auf Herakles. Synonyme für Heracleum L. sind: Pastinaca sect. Heracleum (L.) Calest., Sphondylium Hill, Tetrataenium (DC.) Mandenova, Wendia Hoffm., Barysoma Bunge, Wendtia Ledeb.
Die Areale liegen hauptsächlich in Asien und Europa; wenige Arten gibt es im östlichen Afrika, und eine Art gibt es in Nordamerika.
Es gibt etwa 70 Heracleum-Arten, hier eine Artenauswahl:
- Heracleum aconitifolium Woronow: Sie kommt in Georgien vor.[7]
- Heracleum albovii Grossh.: Sie kommt im Kaukasusgebiet vor.[7]
- Heracleum amanum Boiss.: Sie kommt in Syrien vor.[7]
- Heracleum angustisectum (Stoj. & Acht.) Peev: Sie kommt in Bulgarien vor.[7]
- Heracleum antasiaticum Manden.: Sie kommt in der Türkei, in Armenien und Georgien vor.[7]
- Heracleum apiifolum Boiss.: Sie kommt in der Türkei und in Georgien vor.[7]
- Heracleum arganeum Boiss. & Balansa: Sie kommt in der Türkei vor.[7]
- Heracleum asperum (Hoffm.) M.Bieb. (Syn.: Sphondylium asperum Hoffm.): Sie ist im Kaukasusgebiet, in Aserbaidschan und Georgien verbreitet.[5][7]
- Österreichische Bärenklau (Heracleum austriacum L.): Sie gedeiht in den Ostalpen der Schweiz, von Italien, Deutschland, Österreich und Slowenien.[7]
- Heracleum bivittatum H. de Boissieu: Sie ist in Vietnam, Laos und China verbreitet.[6]
- Heracleum cachemiricum C.B.Clarke: Sie im Himalajagebiet von Indien und Pakistan verbreitet.
- Heracleum calcareum Albov: Sie kommt in Georgien vor.[7]
- Heracleum candicans Wall. ex DC.: Sie ist in Pakistan, Nepal, Bhutan, Indien und in den chinesischen Provinzen Sichuan, Yunnan sowie in Tibet verbreitet.[5]
- Heracleum canescens Lindl. (Syn.: Heracleum hirsutum Edgew.): Sie kommt im Himalajagebiet von Indien und Pakistan vor.
- Heracleum carpaticum Porcius: Sie kommt in Rumänien und in der Ukraine vor.[7]
- Heracleum chorodanum (Hoffm.) DC.: Sie kommt in der Türkei, im Kaukasusgebiet, in Armenien, Georgien und Aserbaidschan vor.[7]
- Heracleum crenatifolium Boiss.: Sie kommt in der Türkei vor.[7]
- Heracleum dissectifolium K.T.Fu: Sie gedeiht in Höhenlagen von 1900 bis 3200 Metern in den chinesischen Provinzen Gansu sowie Sichuan.[6]
- Heracleum dissectum Ledeb.: Das weite Verbreitungsgebiet ist Zentralasien, Sibirien, Russland, die Mongolei und China.[5]
- Heracleum egrissicum Gagnidze: Sie kommt in Georgien vor.[7]
- Heracleum fargesii H. de Boissieu: Sie gedeiht in Bergwäldern in Höhenlagen von 1500 bis 2000 Metern nur in Sichuan.[6]
- Heracleum forrestii H.Wolff: Sie gedeiht in Höhenlagen von 2700 bis 3900 Metern in den chinesischen Provinzen Chongqing sowie Yunnan.[6]
- Heracleum franchetii M.Hiroe: Sie gedeiht in Höhenlagen von 2500 bis 4500 Metern in den chinesischen Provinzen Hubei, Qinghai, Sichuan sowie Yunnan.[6]
- Heracleum freynianum Sommier & Levier: Sie kommt in Georgien vor.[7]
- Heracleum grande (Dalzell & A.Gibson) P.K.Mukh.: Die Heimat ist Indien.[5]
- Heracleum grossheimii Manden.: Sie kommt in Georgien vor.[7]
- Heracleum hemsleyanum Diels: Sie gedeiht in Höhenlagen von 2000 bis 3000 Metern in den chinesischen Provinzen Hubei sowie Sichuan.[6]
- Heracleum henryi H.Wolff: Sie gedeiht in Höhenlagen von 1300 bis 2300 Metern nur in Yunnan.[6]
- Heracleum humile Sm.: Sie kommt in Griechenland, in der Türkei, in Syrien und im Libanon vor.[7]
- Heracleum idae Kulieva: Sie kommt in Aserbaidschan vor.[7]
- Heracleum kingdonii H.Wolff: Sie kommt in China und Myanmar vor.[6]
- Heracleum lallii C.Norman (Syn.: Tetrataenium lallii (Norman) A.-M.Cauwet-Marc, J.Carbonnier & M.Farille)
- Heracleum leskovii Grossh.: Sie kommt im Kaukasusgebiet, in Armenien und in Georgien vor.[7]
- Heracleum leucocarpum Aitch. & Hemsl. (Syn.: Heracleum afghanicum Kitam.)
- Heracleum ligusticifolium M. Bieb.: Sie kommt auf der Krim vor.[7]
- Heracleum mandenovae Satzyp.: Sie kommt in Georgien vor.[7]
- Riesen-Bärenklau oder Riesendolde (Heracleum mantegazzianum Sommier & Levier; Syn.: Heracleum giganteum Hornem.): Die Heimat ist der Kaukasusraum und Georgien.[7] Die hochgradig giftige Pflanze ist ein Neophyt in Europa, Nordamerika, Australien und Neuseeland.[5]
- Heracleum millefolium Diels: Sie kommt in China und Bhutan vor.[6]
- Heracleum moellendorffii Hance: Sie ist in China, Korea und Japan verbreitet.[6]
- Heracleum nanum Satzyp.: Sie kommt im Kaukasusgebiet vor.[7]
- Heracleum nepalense D.Don: Sie ist in Indien, Bhutan, Nepal und in Yunnan verbreitet.[5]
- Heracleum nyalamense R.H.Shan & T.S.Wang: Sie kommt nur im südlichen Teil des autonomen Gebietes Tibet vor.[6]
- Heracleum olgae Regel & Schmalhausen: Sie ist in Afghanistan, Kirgisistan, Tadschikistan, Usbekistan, Kasachstan und Pakistan weitverbreitet.[6]
- Heracleum oreocharis H.Wolff: Sie gedeiht in Höhenlagen von 2800 bis 4200 Metern nur im nordwestlichen Yunnan.[6]
- Heracleum orphanidis Boiss.: Sie kommt in Griechenland, in Mazedonien und in Serbien vor.[7]
- Heracleum ossethicum Manden.: Sie kommt in Georgien vor.[7]
- Heracleum paphlagonicum Czeczott: Sie kommt in der Türkei vor.[7]
- Heracleum pastinaca Fenzl: Sie kommt in der Türkei vor.[7]
- Heracleum pastinacifolium K.Koch: Die Heimat ist die Türkei, Armenien und Aserbaidschan.[5]
- Heracleum persicum Desf.: Die Heimat ist der Iran und die östliche Türkei.[5]
- Heracleum peshmenianum Ekim: Sie kommt in der Türkei vor.[7]
- Heracleum pinnatum C.B.Clarke: Sie kommt im Himalaja in Indien und Pakistan vor.
- Heracleum platytaenium Boiss.: Sie kommt in der Ägäis und in der Türkei vor.[7]
- Heracleum polyadenum Rech. f. & Riedl: Sie kommt in Afghanistan und Pakistan vor.
- Heracleum ponticum (Lipsky) Schischk. ex Grossh. (Syn.: Heracleum cyclocarpum var. ponticum Lipsky): Die Heimat ist Georgien.[5]
- Heracleum pubescens (Hoffm.) M.Bieb. (Syn.: Sphondylium pubescens Hoffm.): Die Heimat ist die Kaukasusregion, die Türkei, Georgien, Armenien und Aserbaidschan.[7]
- Heracleum pumilum Vill.: Sie kommt in Frankreich vor.[7]
- Heracleum rapula Franchet: Sie gedeiht in Höhenlagen von 2000 bis 2200 Metern nur in Yunnan.[6]
- Heracleum rigens Wall. ex DC.: Die Heimat ist das südliche Indien.[5]
- Heracleum roseum Steven: Sie kommt im Kaukasusgebiet, in Armenien und in Aserbaidschan vor.[7]
- Heracleum scabridum Franchet: Sie kommt nur in den chinesischen Provinzen Sichuan und Yunnan vor.[6]
- Heracleum scabrum Albov: Sie kommt in Georgien vor.[7]
- Heracleum sommieri Manden.: Sie kommt in Georgien vor.[7]
- Heracleum sosnowskyi Manden.: Die Heimat ist Aserbaidschan, Georgien und Dagestan.[5]
- Heracleum souliei H. de Boissieu: Sie gedeiht in Höhenlagen von 2600 bis 3500 Metern nur im westlichen Sichuan.[6]
- Wiesen-Bärenklau (Heracleum sphondylium L.): Sie ist in Eurasien und Nordafrika verbreitet, darunter mit den Unterarten (Auswahl):
  - Heracleum sphondylium subsp. elegans (Crantz) Schübl. & G.Martens (Syn.: Heracleum sphondylium subsp. montanum (Schleich. ex Gaudin) Briq., Heracleum lanatum Michx., Heracleum maximum W.Bartram, Heracleum montanum Schleich. ex Gaudin)
  - Heracleum sphondylium subsp. sibiricum (L.) Simonk. (Syn.: Heracleum sibiricum L.)
  - Heracleum sphondylium subsp. ternatum (Velen.) Brummitt (Syn.: Heracleum ternatum Velen.)
  - Heracleum sphondylium subsp. transsilvanicum (Schur) Brummitt (Syn.: Heracleum palmatum Baumg., Heracleum transsilvanicum Schur)
- Heracleum stenopteroides Fedde ex H.Wolff: Sie gedeiht in Höhenlagen von 2000 bis 2300 Metern nur im westlichen Yunnan.[6]
- Heracleum stenopterum Diels: Sie gedeiht in Höhenlagen von 2700 bis 4300 Metern in den chinesischen Provinzen Sichuan sowie Yunnan.[6]
- Heracleum stevenii Manden. (Syn.: Heracleum laciniatum auct., Heracleum villosum auct.; diese Art wird in Nordnorwegen auch als Tromsöpalme bezeichnet): Die Heimat ist das Kaukasusgebiet und die Krim.[5][7]
- Heracleum subtomentellum C.Y.Wu & M.L.Sheh: Sie gedeiht in Höhenlagen von 4400 Metern nur im nordwestlichen Teil des autonomen Gebietes Tibet.[6]
- Heracleum tiliifolium H.Wolff: Sie gedeiht in Höhenlagen von etwa 1000 Meter in den chinesischen Provinzen Hunan sowie Jiangxi.[6]
- Heracleum trachyloma Fisch. & C.A. Mey.: Sie kommt in der Türkei, in Armenien und in Aserbaidschan vor.[7]
- Heracleum tuberosum Molina ex Willd.: Sie kommt in Chile vor, ihr gelber „Wurzelstock“ schmeckt gut.
- Heracleum vicinum H. de Boissieu: Sie gedeiht in Höhenlagen von 2600 bis 3100 Metern nur in Sichuan.[6]
- Heracleum wallichii DC.: Sie ist in Bhutan, Nepal und Indien verbreitet.[5]
- Heracleum wenchuanense F.T.Pu & X.J.He: Sie gedeiht in Höhenlagen von etwa 3500 Meter nur in Sichuan.[6]
- Heracleum wilhelmsii Fisch. & Avé-Lall.: Die Heimat ist Georgien.[7]
- Heracleum wolongense F.T.Pu & X.J.He: Sie gedeiht in Höhenlagen von 1900 bis 2200 Metern nur in Sichuan.[6]
- Heracleum xiaojinense F.T.Pu & X.J.He: Sie gedeiht in Höhenlagen von 3500 bis 4000 Metern nur in Sichuan.[6]
- Heracleum yungningense Handel-Mazzetti: Sie gedeiht in Höhenlagen von 2700 bis 4500 Metern in den chinesischen Provinzen Sichuan sowie Yunnan.[6]
- Heracleum yunnanense Franchet: Sie gedeiht in Höhenlagen von 3600 bis 4100 Metern nur im nördlichen Yunnan.[6]